# 30 août en sport
30 juillet 30 septembre
Chronologies thématiques
- Croisades
- Ferroviaires
- Disney

Le 30 août (242e jour de l'année ou 243e en cas d'année bissextile) en sport.

## Événements

### XIXesiècle
- 1882 :
  - (Tennis /Grand Chelem) : début de la 2e édition du Championnat national de tennis des États-Unis, l'ancêtre de l'US Open.
- 1887 :
  - (Tennis /Grand Chelem) : en finale de la 7e édition du Championnat national de tennis des États-Unis messieurs, victoire de l'Américain Richard Sears qui s'impose face son compatriote Henry Slocum 6-1, 6-3, 6-2. Sur le double messieurs victoire de Richard Sears associé à son compatriote James Dwight qui battent Howard Taylor et son partenaire Henry Slocum 6-4 3-6 2-6 6-3 6-3. Après cette 7e victoire consécutive en simple Richard Sears met un terme à sa carrière sportive.
- 1888 :
  - (Cricket) : début du 3e des trois test matches de la tournée anglaise de l’équipe australienne de cricket.

### XXesièclede1951à2000
- 1981 :
  - (Formule 1) : Grand Prix automobile des Pays-Bas.
  - (Rallye automobile) : arrivée du Rallye de Finlande.
- 1987 :
  - (Athlétisme) : la Bulgare Stefka Kostadinova confirme sa domination sur le saut en hauteur féminin en remportant le titre mondial lors des Championnats du monde d'athlétisme de Rome, battant à cette occasion son record du monde pour le porter à 2,09 mètres, record qui n'a toujours pas été battu ni égalé depuis.
- 1991 :
  - (Athlétisme) : lors des championnats du monde d'athlétisme à Tokyo se déroule ce que beaucoup considèrent comme le plus extraordinaire concours de l'histoire du saut en longueur. Alors que Carl Lewis réalise le concours de sa vie en atterrissant plusieurs fois autour des 8m85, Mike Powell gagne le titre en battant le mythique record de Bob Beamon, vieux de 23 ans, en sautant à 8m95 à son cinquième essai.
- 1992 :
  - (Athlétisme) : Sergueï Bubka porte le record du monde du saut à la perche à 6,12 mètres.
  - (Formule 1) : Grand Prix automobile de Belgique.
- 1998 :
  - (Formule 1) : Grand Prix automobile de Belgique.

### XXIesiècle
- 2009 :
  - (Formule 1) : Grand Prix de Belgique.
- 2015 : 
  - (Athlétisme /Championnats du monde) : sur la dernière journée des Championnats du monde, victoire sur le 1 500 mètres hommes du Kényan Asbel Kiprop, sur le relais 4 × 400 mètres hommes, victoire des Américains Vernon Norwood, Kyle Clemons, LaShawn Merritt, Bryshon Nellum, Tony McQuay et David Verburg, sur le saut en hauteur hommes, victoire du Canadien Derek Drouin. Sur le 5 000 mètres femmes, victoire de l'Éthiopienne Almaz Ayana, sur le relais 4 × 400 mètres femmes, victoire des Jamaïcaines Chrisann Gordon, Anastasia Le-Roy, Novlene Williams-Mills, Novlene Williams-Mills, Shericka Jackson, Christine Day puis sur lancer de javelot, victoire de l'Allemande Kathrina Molitor.
  - (Aviron /Championnats du monde) : début de la 44e édition des championnats du monde d'aviron, jusqu'au 6 septembre 2015 à Aiguebelette-le-Lac, en France.
  - (Basket-ball /Championnat d'Afrique masculin) : en finale de l'AfroBasket 2015, l'Équipe du Nigeria s'impose face à l'Angola 75-66.
  - (Cyclisme sur route /Tour d'Espagne) : le néerlandais Tom Dumoulin s'impose dans l'étape du jour et récupère le maillot rouge.
  - (Judo /Championnats du monde) : sur les épreuves par équipes, c'est le Japon qui s'impose chez les hommes et chez les femmes.
- 2017 : 
  - (Cyclisme sur route /Tour d'Espagne) : sur la 11e étape du Tour d'Espagne 2017, qui relie Lorca à l'Observatoire de Calar Alto sur une distance de 187,5 kilomètres, victoire du Colombien Miguel Ángel López. Le Britannique Christopher Froome conserve le maillot rouge.
  - (Judo /Mondiaux) : sur la 3e journée des championnats du monde de judo, chez les dames, en -57 kg, victoire de la Mongole Dorjsürengiin Sumiyaa et chez les hommes, en -73 kg, victoire du Japonais Soichi Hashimoto.
- 2018 : 
  - (Cyclisme sur route /Tour d'Espagne) : sur la 6e étape du Tour d'Espagne qui relie Huércal-Overa et San Javier, sur un parcours de 153 kilomètres, le Français Nacer Bouhanni remporte l'étape au sprint et son compatriote Rudy Molard conserve le maillot rouge.
- 2019 : 
  - (Cyclisme sur route /Tour d'Espagne) : sur la 7e étape du Tour d'Espagne qui se déroule le vendredi sous la forme d'une étape de plaine, entre Onda et Valderrobres, sur une distance de 182,4 km, victoire de l'Espagnol Alejandro Valverde. C'est le Colombien Miguel Ángel López qui revêt le maillot rouge.
  - (Football /Ligue Europa) : le tirage au sort de la phase de groupes se déroule au Forum Grimaldi de Monaco. Les quarante-huit équipes participantes sont divisées en quatre chapeaux de douze équipes réparties en fonction de leur coefficient UEFA en 2019. Celles-ci seront réparties en douze groupes de quatre équipes, avec comme restriction l'impossibilité pour deux équipes d'une même association de se rencontrer dans un groupe, ainsi que l'impossibilité pour les équipes russes et ukrainiennes d'être tirées dans un même groupe en raison de la situation politique entre les deux pays[1].
- 2020 : 
  - (Compétition automobile /Formule 1) : au Grand Prix de Belgique qui se dispute sur le Circuit de Spa-Francorchamps, Victoire du Britannique Lewis Hamilton devant le Finlandais Valtteri Bottas et le Néerlandais Max Verstappen.
  - (Compétition motocycliste /24 Heures Motos) : aux 24 Heures Motos qui se déroulent sur le circuit Bugatti du Mans, exceptionnellement, l'épreuve prévue au printemps mais est reportée pour cause de crise sanitaire se déroule de midi à midi alors qu'en temps normal la course se déroule de 15h à 15h. C'est l'équipage composé par Mike di Meglio, Freddy Foray et Josh Hook qui s'adjuge l'édition 2020.
  - (Cyclisme sur route /Tour de France) : sur la 2e étape du Tour de France, qui se déroule à Nice, sur une distance de 187 kilomètres, victoire au sprint du Français Julian Alaphilippe qui s'empare du maillot jaune.
  - (Football /Ligue des champions féminine) : en finale de la Ligue des champions féminine qui se déroule au Stade d'Anoeta de Saint-Sébastien en Espagne, victoire de l'Olympique lyonnais face à VfL Wolfsburg 1 - 3. C'est le 7e titre de championne d'Europe et le 5e d'affilée pour les lyonnaises.
  - (Voile /Solitaire) : départ de l'édition 2020 de la Solitaire du Figaro de la Baie de Saint-Brieuc (Saint-Quay-Portrieux)-Baie de Saint-Brieuc (Saint-Quay-Portrieux).
- 2021 : 
  - (Tennis /Grand Chelem) : début de l'US Open de tennis à l'USTA National Tennis Center, de Flushing Meadows à New York. Il s'agit de la 138e édition du tournoi qui se déroule jusqu'au 12 septembre 2021.
- 2023 :
  - (Cyclisme sur route /Tour d'Espagne) : sur la 5e étape du Tour d'Espagne qui se déroule entre Morella et Borriana en Communauté valencienne sur une distance de 185,7 km, seconde victoire de l'Australien Kaden Groves. Le Belge Remco Evenepoel conserve le maillot rouge.
- 2024 :
  - (Cyclisme sur route /Tour d'Espagne) : sur la 13e étape du Tour d'Espagne qui se déroule entre Lugo et le Puerto de Ancares en Galice, sur une distance de 171 km, victoire du Canadien Michael Woods après une échappée. L'Australien Ben O'Connor conserve le Maillot rouge.
  - (Jeux paralympiques d'été /Jeux de Paris) : second jour de compétition des Jeux paralympiques.

## Naissances

### XIXesiècle
- 1847 : 
  - Morton Betts, footballeur anglais. (1 sélection en équipe nationale). († 19 avril 1914).
- 1885 :
  - Nils von Kantzow, gymnaste artistique suédois. Champion olympique par équipes lors des Jeux de Londres en 1908. († 7 février 1967).
- 1896 :
  - Louise Otto, nageuse allemande. Médaillée d'argent du relais 4 x 100 mètres nage libre des Jeux olympiques de 1912. († 9 mars 1975).

### XXesièclede1901à1950
- 1903 :
  - Walter Porter, athlète britannique spécialiste des épreuves de demi-fond. Médaillé d'argent du 3 000 m steeple des Jeux olympiques de Paris en 1924. († 3 août 1979).
- 1906 : 
  - Maurice Archambaud, cycliste sur route français. Vainqueur des Paris-Nice 1936 et 1939. († 3 décembre 1955).
- 1912 :
  - Ewaryst Łój, basketteur polonais. Médaillé de bronze lors du Championnat d'Europe de 1939. († 4 juillet 1973).
- 1914 :
  - Sydney Wooderson, athlète de fond et de demi-fond britannique. Champion d'Europe d'athlétisme du 5 000 m 1938 et du 1 500 m 1946. Détenteur du Record du monde du 800 mètres du 20 août 1938 au 15 juin 1939. († 21 décembre 2006).
- 1915 :
  - Rolf Turkka, skipper finlandais. Médaillé de bronze en 6 Metre aux Jeux olympiques de 1952. († 29 novembre 1989).
- 1918 : 
  - Ted Williams, joueur de baseball américain. († 5 juillet 2002).
- 1921 : 
  - Angelo Dundee, entraîneur de boxe américain. († 1er février 2012).
- 1923 : 
  - Vic Seixas, joueur de tennis américain. Vainqueur du Tournoi de Wimbledon 1953, de l'US Open 1954 et de la Coupe Davis 1954. († 5 juillet 2024).
- 1928 : 
  - Lloyd Casner, pilote de course automobile américain. († 10 avril 1965).
- 1929 : 
  - Pavel Stolbov, gymnaste soviétique puis russe. Champion olympique du concours général par équipes aux Jeux de Melbourne 1956. Champion du monde du concours général par équipes 1958. Champion d'Europe de gymnastique à la barre fixe 1959. († 15 juin 2011).
- 1930 : 
  - Mauro Ramos de Oliveira, footballeur brésilien. Champion du monde de football 1958 et 1962. Vainqueur de la Copa América 1949, des Copa Libertadores 1962 et 1963. (30 sélections en équipe nationale). († 18 septembre 2002).
- 1931 : 
  - Ursula Donath, athlète de demi-fond allemande. Médaillé de bronze du 800m aux Jeux de Rome 1960.
- 1933 : 
  - Don Getty, joueur de football canadien et basketteur puis homme politique canadien. († 26 février 2016).
- 1934 : 
  - Jean-Guy Gendron, hockeyeur sur glace puis entraîneur canadien. († 30 juin 2022).
  - Baloo Gupte, joueur de cricket indien. (3 sélections en test cricket). († 5 juillet 2005).
- 1935 : 
  - Gerhard Mitter, pilote de course automobile allemand. († 1er août 1969).
- 1937 : 
  - Bruce McLaren, pilote de F1 et d'endurance néo-zélandais. (4 victoires en Grand Prix). Vainqueur des 24 Heures du Mans 1966. Fondateur de l'écurie McLaren. († 2 juin 1970).
- 1941 : 
  - Ignazio Giunti, pilote de course automobile italien. († 10 janvier 1971).
- 1943 : 
  - Tal Brody, basketteur américano-israélien. Vainqueur de la Coupe d’Europe des clubs champions 1977.
  - Jean-Claude Killy, skieur puis dirigeant sportif français. Champion olympique de la descente, du géant et du slalom aux Jeux de Grenoble 1968. Champion du monde de ski de la descente et du combiné 1966. Champion du monde du combiné de Grenoble 1968. Membre du CIO de 1995 à 2014.
  - Terry Simpson, hockeyeur sur glace puis entraîneur canadien.
- 1944 :
  - Alex Wyllie, joueur de rugby à XV puis entraîneur néo-zélandais. (40 sélections en équipe nationale). Sélectionneur de l'équipe de Nouvelle-Zélande de 1988 à 1991 et de l'équipe d'Argentine de 1996 à 1999.
- 1946 :
  - Valerian Sokolov, boxeur soviétique puis russe. Champion olympique des -54 kg aux Jeux de Mexico 1968.
- 1948 :
  - José Pablo García Castany, footballeur espagnol. († 16 juin 2022).
  - Arturo Guerrero, joueur puis entraîneur de basket-ball mexicain.
  - Dan Marin, handballeur roumain. Médaillé de bronze aux Jeux olympiques de 1972 à Munich. champion du monde en 1974.
  - Alain Michel, footballeur puis entraîneur français.
  - Guy Pardiès, joueur puis entraîneur de rugby à XV français. (1 sélection en équipe de France
  - Juan Silva, footballeur puis entraîneur uruguayen. (13 sélections en équipe nationale).
- 1949 :
  - Dominique Lauvard, gymnaste française.

### XXesièclede1951à2000
- 1951 :
  - Danny Clark, cycliste sur piste australien. Médaillé d'argent du kilomètre aux Jeux de Munich 1972. Champion du monde de cyclisme sur piste du keirin 1980 et 1981 puis champion du monde de cyclisme sur piste du demi-fond 1988 et 1991.
- 1952 :
  - Wojtek Fibak, joueur de tennis polonais.
  - Derek Hatfield, navigateur canadien.
  - Markku Reijonen, sauteur à ski finlandais.
- 1953 :
  - Robert Parish, basketteur américain.
- 1954 :
  - Brigitte Totschnig, skieuse alpine autrichienne. Médaillée d'argent de la descente aux Jeux olympiques de 1976.
- 1955 :
  - Butch Johnson, archer américain. Champion olympique par équipes aux Jeux d'Atlanta 1996 et médaillé de bronze par équipes aux Jeux de Sydney 2000.
  - Juan Lozano, footballeur espagnol.
  - Robert Reid, joueur puis entraîneur de basket-ball américain.
- 1956 :
  - Said Belqola, arbitre de football marocain. († 15 juin 2002).
- 1960 :
  - Rik Samaey, basketteur belge.
- 1962 :
  - François Delecour, pilote de rallyes automobile français. (4 victoires en rallyes).
  - Pascal Fétizon, athlète d’ultra fond français.
- 1963 :
  - Phil Mills, copilote de course de rallye automobile britannique. Champion du monde des rallyes 2003. (13 victoires en rallye).
- 1967 :
  - Gwen Griffiths, athlète de demi-fond sud-africaine. Championne d'Afrique d'athlétisme du 3 000m et médaillée d'argent du 1 500m 1993.
- 1968 :
  - Vladimir Makakhov, hockeyeur sur glace sur glace soviétique puis russe. Champion olympique aux Jeux d'Albertville 1992 puis médaillé de bronze aux Jeux de Salt Lake City 2002. Champion du monde de hockey sur glace 1990.
- 1969 :
  - Vladimir Jugovic, footballeur yougoslave puis serbe. Vainqueur des Coupe des clubs champions 1991 et 1996. (41 sélections en équipe nationale dont 4 avec l'équipe de Yougoslavie).
- 1970 :
  - Carlo Checchinato, joueur de rugby à XV italien. (84 sélections en équipe nationale).
  - Paulo Sousa, footballeur puis entraîneur portugais. Vainqueur des Ligue des champions 1996 et 1997 (51 sélections en équipe nationale).
- 1971 :
  - Erik Nedeau, athlète de demi-fond américain.
- 1972 :
  - Pavel Nedvěd, footballeur tchèque. Vainqueur de la Coupe d'Europe des vainqueurs de coupe 1999. (91 sélections en équipe nationale).
- 1973 :
  - Sophie Dodémont, archère française. Médaillée de bronze par équipes aux jeux de Pékin 2008. Médaillée d'argent par équipes mixte aux Mondiaux de tir à l'arc à la poulie 2019.
- 1974 :
  - Javier Otxoa, cycliste sur route puis cycliste handisport espagnol. Champion paralympique de la course sur route et médaillé d'argent de la poursuite individuelle aux Jeux d'Athènes 2004.
- 1975 :
  - Marina Anissina, patineuse artistique de danse sur glace russe puis française. Médaillé de bronze aux Jeux de Nagano 1998 puis championne olympique en danse sur glace aux Jeux de Salt Lake City 2002. Championne du monde de patinage artistique en danse sur glace 2000. Championne d'Europe de patinage artistique en danse sur glace 2000 et 2002.
  - Giorgi Asanidze, haltérophile géorgien. Médaillé de bronze des -85 kg aux Jeux de Sydney 2000 puis champion olympique des -85 kg aux Jeux d'Athènes 2004. Champion du monde d'haltérophilie des -85 kg 2001.
  - Radhi Jaïdi, footballeur tunisien. Champion d'Afrique de football 2004. (105 sélections en équipe nationale).
- 1976 :
  - Michael Koplove, joueur de baseball américain. Médaillé de bronze aux Jeux de Pékin 2008.
- 1977 :
  - Shaun Alexander, joueur de foot U.S. américain.
  - Marlon Byrd, joueur de baseball américain.
  - Kamil Kosowski, footballeur polonais. (52 sélections en équipe nationale).
  - Félix Sánchez, athlète de haies américain puis dominicain. Champion olympique du 400m haies aux Jeux d'Athènes 2004 et aux Jeux de Londres 2012. Champion du monde d'athlétisme du 400m haies 2001 et 2003
- 1978 :
  - Sinead Kerr, patineuse artistique de danse sur glace britannique
  - Cliff Lee, joueur de baseball américain.
- 1979 :
  - Juan Ignacio Chela, joueur de tennis argentin.
  - Yuliya Fomenko, athlète de demi-fond russe.
  - Scott Richmond, joueur de baseball canadien.
- 1981 :
  - Brian Greene, basketteur américain.
  - Adam Wainwright, joueur de baseball américain.
  - Moncef Zerka, footballeur franco-marocain. (10 sélections avec l'Équipe du Maroc).
- 1982 :
  - Andy Roddick, joueur de tennis américain. Vainqueur de l'US Open de tennis 2003 et de la Coupe Davis 2007.
- 1983 :
  - Gustavo Eberto, footballeur argentin. († 3 septembre 2007).
  - Mehdi Mostefa, footballeur franco-algérien. (26 sélections avec l'Équipe d'Algérie).
  - Simone Pepe, footballeur italien. (23 sélections en équipe nationale).
- 1985 :
  - Renaud Delmas, joueur de rugby à XV et de rugby à sept français.
  - Mickaël Larpe, coureur cycliste français.
  - Éva Risztov, nageuse en eau libre hongroise. Championne olympique du 10km en eau libre aux Jeux de Londres 2012.
  - Eamon Sullivan, nageur australien. Médaillé d'argent du 100 m nage libre et de bronze du relais 4×100 m nage libre aux Jeux de Pékin 2008. Champion du monde de natation du 4×100 m nage libre 2007 et 2011.
- 1987 :
  - Richard Oruche, basketteur nigérian. (7 sélections en équipe nationale).
- 1988 :
  - Ernests Gulbis, joueur de tennis letton.
- 1989 :
  - Justin Harper, basketteur américain.
  - Jesper Nielsen, handballeur suédois. Vainqueur de la Coupe EHF 2015. (95 sélections en équipe nationale).
- 1990 :
  - Trey McKinney-Jones, basketteur américain.
- 1991 :
  - Liam Cooper, footballeur écossais. (17 sélections en équipe nationale).
  - Ben Tameifuna, joueur de rugby à XV tongien. (31 sélections en équipe nationale).
  - Jale Vatubua, joueur de rugby à XV fidjien. (19 sélections en équipe nationale).
- 1993 :
  - Melvin Adrien, footballeur franco-malgache. (26 sélections avec l'équipe de Madagascar).
  - Paco Alcácer, footballeur espagnol. Vainqueur de la Ligue Europa 2021. (19 sélections en équipe nationale).
  - Simone Andreetta, cycliste sur route italien.
  - Marco Tauleigne, joueur de rugby à XV français. (4 sélections en équipe de France).
- 1994 :
  - Racheal Ekoshoria, haltérophile nigériane.
- 1995 :
  - Dwayne Bacon, basketteur américain.
  - Sofia Ennaoui, athlète de demi-fond polonaise.
- 1996 :
  - Yves Bissouma, footballeur ivoiro-malien. (36 sélections avec l'équipe du Mali).
  - Mikal Bridges, basketteur américain.
  - Melvin Frazier Jr., basketteur américain.
  - Dylan Tavares, footballeur helvético-capverdien. (20 sélections avec l'équipe du Cap-Vert).
- 1997 :
  - Simon Andreassen, cycliste de VTT ross-country danois.
  - Dael Fry, footballeur anglais.
  - DaQuan Jeffries, basketteur américain.
  - Davide Magnini, skieur-alpiniste italien.
  - Camille Renier, rink hockeyeuse française.
- 1998 :
  - Nate Darling, basketteur canadien.
- 1999 :
  - Aaron Henry, basketteur américain.

### XXIesiècle
- 2003 :
  - Axel Camblan, footballeur français.
  - Matěj Jurásek, footballeur tchèque.
- 2004 :
  - Ramiro Árciga, footballeur mexicain.
  - Hajar Jbilou, footballeuse marocaine. (1 sélection en équipe nationale).
- 2005 :
  - Milan Aleksić, footballeur serbe.
- 2008 :
  - Djylian N'Guessan, footballeur français.

## Décès

### XXesièclede1901à1950
- 1903 : 
  - Joe Warbrick, 41 ans, joueur de rugby à XV néo-zélandais. (° 1er janvier 1862).
- 1932 : 
  - Conway Rees, 62 ans, joueur de rugby à XV gallois. (3 sélections en équipe nationale). (° 13 janvier 1870).
- 1938 : 
  - Friedrich Opel, 63 ans, pilote de courses automobile puis industriel allemand. (° 30 avril 1875).

### XXesièclede1951à2000
- 1953 : 
  - Emmanuel Gambardella, 65 ans, journaliste puis dirigeant du football français. Présidents de la FFF et de la LFP. (° 3 juillet 1888). Son nom est donné en 1954 à la coupe nationale des juniors.
- 1972 : 
  - Lucien Gamblin, 82 ans, footballeur français. (17 sélections en équipe de France). (° 22 juillet 1890).
- 1973 : 
  - Robert Défossé, 64 ans, footballeur français. (9 sélections en équipe de France). (° 19 juin 1909).
- 1982 : 
  - Theodor Reimann, 61 ans, footballeur et ensuite entraîneur slovaque puis tchécoslovaque. (14 sélections avec l'équipe de Slovaquie et 5 avec celle de Tchécoslovaquie). (° 10 janvier 1921).
- 1997 : 
  - Ernest Wilimowski, 81 ans, footballeur polonais. (22 sélections en équipe nationale). (° 23 juin 1916).

### XXIesiècle
- 2006 : 
  - Kent Andersson, 64 ans, pilote de moto suédois. Champion du monde de vitesse moto en 125cm³ 1973 et 1974. (° 1er août 1942).
- 2010 : 
  - Francisco Varallo, 100 ans, footballeur argentin. Vainqueur de la Copa América 1937. (16 sélections en équipe nationale). (° 5 février 1910).
- 2011 : 
  - João Carlos Batista Pinheiro, 79 ans, footballeur puis entraîneur brésilien. (17 sélections en équipe nationale). (° 13 janvier 1932).
- 2013 :
  - William C. Campbell, golfeur américain. (° 5 mai 1923).
- 2014 :
  - Igor Decraene, 18 ans, cycliste sur route belge. (° 26 janvier 1996).
  - Frédo Garel, 89 ans, dirigeant et entraîneur de football français. (° 18 mars 1925).
- 2015 :
  - Héctor Silva, 75 ans, footballeur uruguayen. (29 sélections en équipe nationale). (° 1er février 1940).
- 2016 :
  - Josip Bukal, 70 ans, footballeur puis entraîneur yougoslave puis bosnien. (24 sélections en équipe nationale).  (° 15 novembre 1945).
  - Věra Čáslavská, 74 ans, gymnaste tchécoslovaque puis tchèque. Médaillée d'argent du concours général par équipes aux Jeux de Rome 1960 et championne olympique du concours général individuel, du saut de cheval et de la poutre et médaillée d'argent du concours général par équipes aux Jeux de Tokyo 1964 puis championne olympique du concours général, du saut de cheval, des barres asymétriques et du sol, médaillé d'argent du concours général et de la poutre aux Jeux de Mexico 1968. Championne du monde de gymnastique artistique du saut de cheval 1962 puis championne du monde de gymnastique artistique du concours général individuel et par équipes, du saut de cheval 1966. Championne d'Europe de gymnastique artistique de la poutre 1959, championne d'Europe de gymnastique artistique du concours général individuel, du saut de cheval, des barres asymétriques de la poutre et su sol 1965 et 1967. (° 3 mai 1942).
- 2017 :
  - Elmer Acevedo, 68 ans, footballeur salvadorien. (° 27 janvier 1949).
  - Timothy Mickelson, 68 ans, rameur d'aviron américain. Médaillé d'argent du huit aux Jeux olympiques de Munich en 1972. (° 12 novembre 1948).